# Ronald Vervoort
Ronald Vervoort (Leiden, 26 december 1952) is een voormalige Nederlandse roeier. Hij nam eenmaal deel aan de Olympische Spelen, maar won bij die gelegenheid geen medaille.
Op de Olympische Spelen van 1980 in Moskou nam Vervoort deel aan het roeien op het onderdeel dubbelvier. In de tweede serie van de eliminaties werden ze vijfde in 6.28,25. In de eerste serie van de herkansing derde in 6.05,19. Vervolgens mocht de Nederlands dubbelvier starten in de kleine finale. Met een tweede plaats in 6.02,28 eindigde de ploeg op een achtste plaats overall.
Vervoort was lid van de roeivereniging Nautilus in Rotterdam.

## Palmares

### Roeien (twee zonder stuurman)
- 1977: 11e WK in Amsterdam - 7.28,29

### Roeien (vier zonder stuurman)
- 1975: 10e WK in Nottingham

### Roeien (dubbelvier)
- 1979: 12e DNS WK
- 1980: 8e OS - 6.02,58

Victor Scheffers · 
Jeroen Vervoort · 
Rob Robbers · 
Ronald Vervoort